# アンブヤット

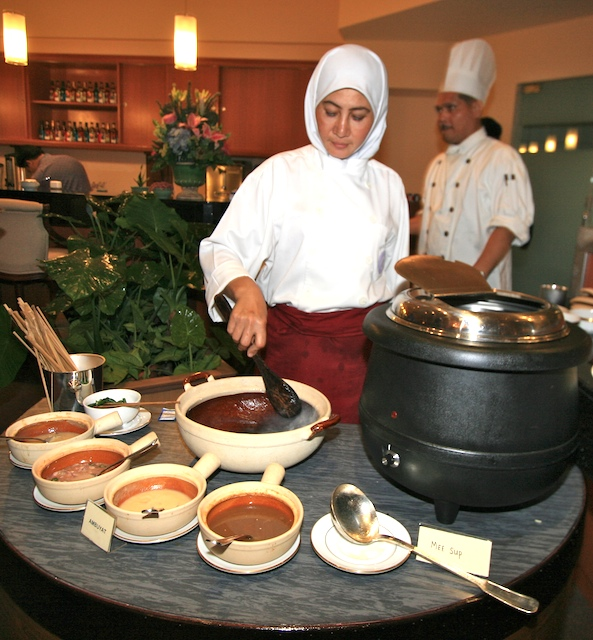
アンブヤット

アンブヤット（Ambuyat）は、サゴヤシの木の幹の内側から得られるブルネイの食品である。デンプン質の風味のない食べ物で、タピオカデンプンに似ている。サゴは小麦粉状の粉末であるが、お湯を加えてかき混ぜるとガムのようになる。
アンブヤットは「キャンダス」（chandas）と呼ばれる竹製のフォークでデンプンを巻き取り、カカー（cacah）という酸味のある果物ソースにつけて食べる。ソースには辛味を付けるためチリパウダーを加えることがある。
少なくとも800年以上前からブルネイで食べられているが、多くの人は日本統治時代に主食として食べることを強要されたため、第二次世界大戦中にアンブヤットが生まれたと思っている。